# Aristide Zogbo
Aristide Benoît Zogbo (ur. 30 grudnia 1981 w Abidżanie) – iworyjski piłkarz grający na pozycji bramkarza.

## Kariera klubowa
Karierę piłkarską Zogbo rozpoczął w klubie Issia Wazy FC. W 2003 roku zadebiutował w jego barwach w pierwszej lidze Wybrzeża Kości Słoniowej. W 2006 roku wywalczył z Issią Puchar Wybrzeża Kości Słoniowej, a w 2007 roku ponownie wystąpił w finale tego pucharu. W 2007 roku odszedł do egipskiego Ittihad El Shorta i przez dwa lata grał w lidze egipskiej.
W 2009 roku Zogbo został bramkarzem izraelskiego klubu Maccabi Netanja, w którym rywalizuje o miejsce w składzie z Davidem Lifshitzem. W pierwszej lidze izraelskiej zadebiutował 17 października 2009 w wygranym 3:0 wyjazdowym meczu z Maccabi Petach Tikwa. W latach 2012–2013 grał w ES Bingerville.

## Kariera reprezentacyjna
W reprezentacji Wybrzeża Kości Słoniowej Zogbo zadebiutował 20 sierpnia 2008 w wygranym 2:1 towarzyskim spotkaniu z Gwineą. W 2009 roku wywalczył z kadrą narodową awans na Mistrzostwa Świata w RPA, a w 2010 roku został powołany do kadry na Puchar Narodów Afryki 2010.